# Cantó de Saint-Sauveur-Lendelin
El cantó de Saint-Sauveur-Lendelin és un cantó francès del departament de la Manche, situat al districte de Coutances. Té 12 municipis i el cap es Saint-Sauveur-Lendelin.

## Municipis
- Camprond
- Hauteville-la-Guichard
- Le Lorey
- Le Mesnilbus
- Montcuit
- Monthuchon
- Muneville-le-Bingard
- La Ronde-Haye
- Saint-Aubin-du-Perron
- Saint-Michel-de-la-Pierre
- Saint-Sauveur-Lendelin
- Vaudrimesnil

## Història
| Data d'elecció                           | Identitat        | Partit        | Qualitat |
| ---------------------------------------- | ---------------- | ------------- | -------- |
| 1945-1991                                | Maurice Langevin | Divers droite |          |
| 1994-                                    | Gérard Coulon    | Divers droite |          |
| les dades anteriors no són pas conegudes |                  |               |          |
|                                          |                  |               |          |

## Demografia
| A partir de 1990: Població sense dobles comptes |